# Mesochra pacifica
Mesochra pacifica is een eenoogkreeftjessoort uit de familie van de Canthocamptidae. De wetenschappelijke naam van de soort is voor het eerst geldig gepubliceerd in 1997 door Gómez-Noguera & Fiers.